# Paul van Somer II

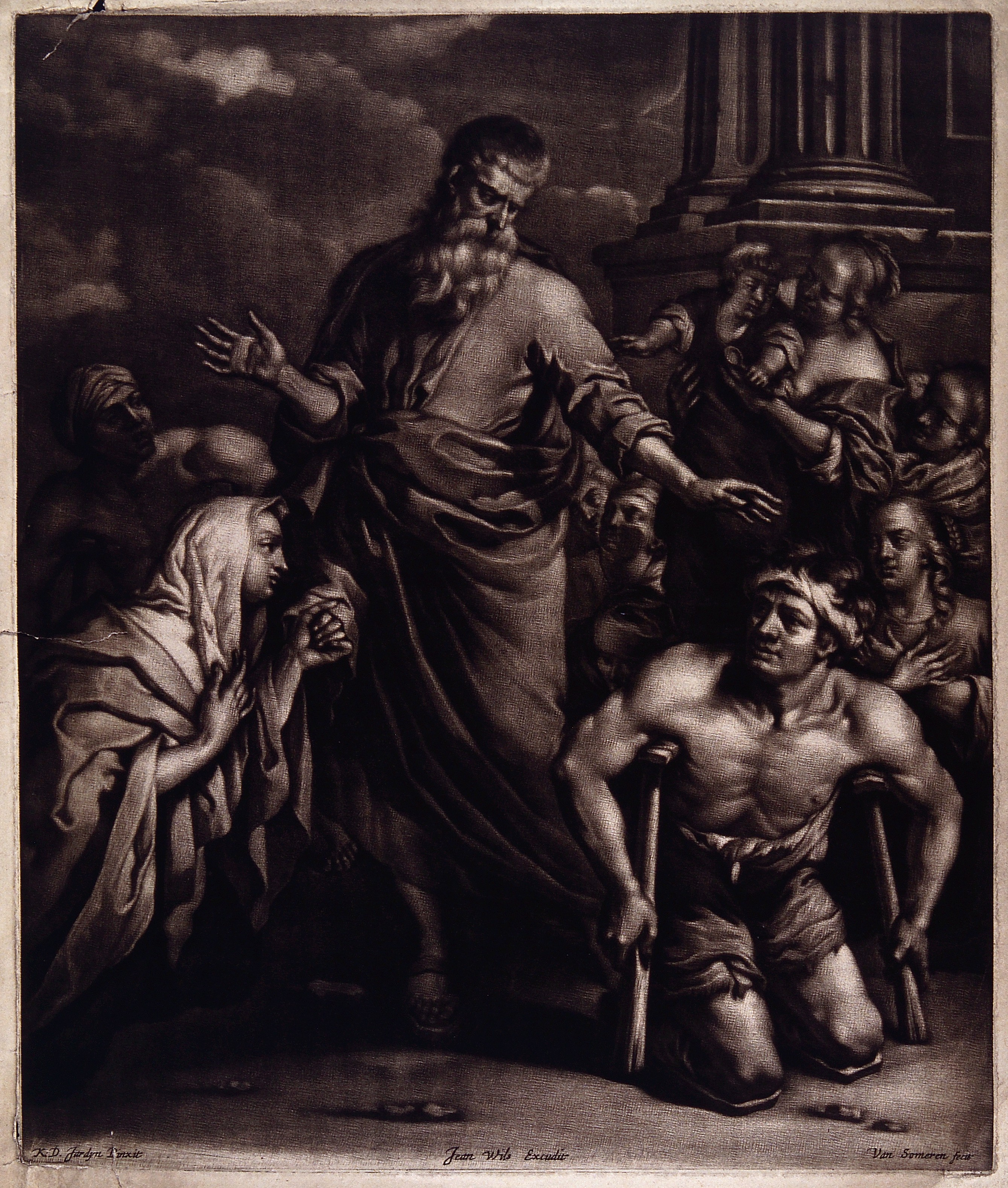
San Pietro guarisce lo storpio fuori dal tempio

Paul van Somer II, o Paulus van Somer o Paul van Someren o Paulus van Someren (Amsterdam, 1649 circa – Amsterdam, 1696 circa), è stato un incisore e disegnatore olandese del secolo d'oro.

## Biografia

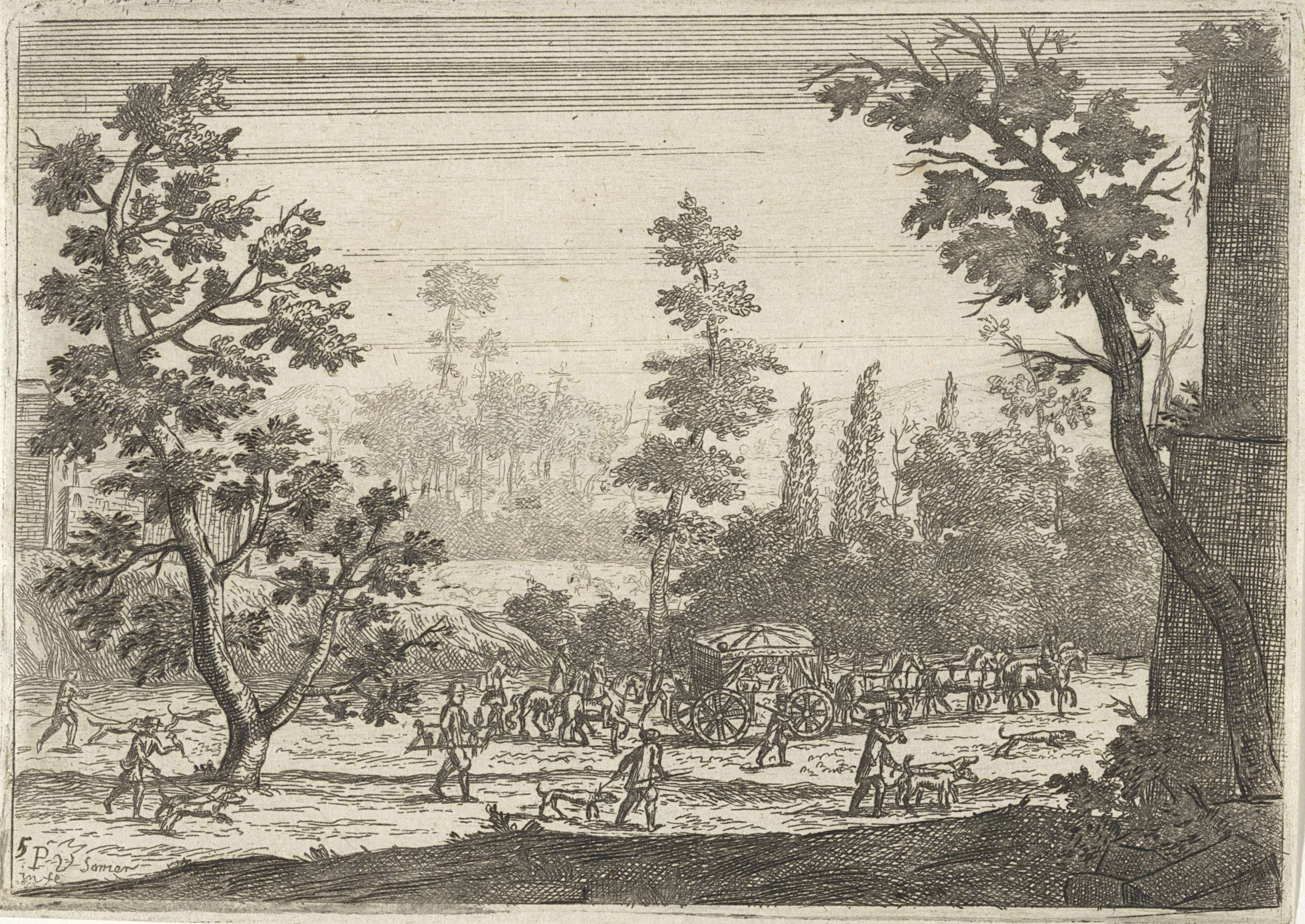
Paesaggio con cacciatori

Fratello di Jan van Somer, ma non parente di Paul van Somer, pittore di corte di Giacomo I, fu attivo a Parigi dal 1671 al 1675 e nel 1681. Nello stesso anno si trasferì a Londra, dove rimase fino al 1690. Ritornò quindi nella sua città natale o, secondo il Bryan, rimase a Londra fino alla sua morte.
Si dedicò alla pittura paesaggistica, realizzando in particolare paesaggi italiani e all'esecuzione di ritratti. Realizzò incisioni a partire da suoi disegni o da opere di altri artisti, anche con la tecnica della maniera nera.